# Кобанантус
Кобанантус (лат. Cobananthus) — монотипный род цветковых растений семейства Геснериевые (лат. Gesneriaceae), включает в себя единственный вид многолетних травянистых растений, Кобанантус красивогребенчатый (Cobananthus calochlamys).

## Этимология названия
Название рода возникло из двух слов: Кобан, столицa провинции Альта-Верапас в Гватемале, и (греч. άνθος) «anthos» — цветок.

## Ботаническое описание
Многолетние травянистые и полукустарниковые обычно наземные иногда эпифитные растения. Стебель гладкий, прочный, слабоветвящийся. Листья супротивные, слегка анизофилические, мягкие, бархатистые, опушённые. Соцветия пазушные, завиток из 1-3 цветков с прицветниками пятиугольной звёздчатой формы, оранжевого или красного цвета, расположены на концах побегов. Венчик жёлтый трубчатый, слегка вздутый, отгиб венчика небольшой, пятилопастный. Тычинок 4, обычно равные по длине венчику, пыльники почти круглые. Завязь верхняя овальная, пестик скошенный с двухлопастным рыльцем. Плод — округлая двустворчатая коробочка с тонкими, как бы бумажными стенками.
Растение в 1899 году было впервые описано Джоном Доннелом Смитом и отнесено к роду Аллоплектус, позже был отнесён к роду Колумнея. В 1977 был выделен в монотипный род Гансом Вилером.

## Ареал и климатические условия
Эндемический вид обитающий в окрестностях города Кобан, столицы провинции Альта-Верапас в Гватемале.

## Хозяйственное значение и применение
В умеренном климате выращивается как красивоцветущее горшочное растение.

## Агротехника
Посадка. Сажают в рыхлый, питательный водо- и воздухопроницаемый субстрат, с добавлением разрыхлителя, например сфарнум, перлит. На дне горшка обязательно устраивают дренаж из слоя керамзита или черепков.
Уход. Растение светолюбиво, но обязательно затенение от прямых солнечных лучей. Полив умеренный, регулярный, без пересушки или застаивания воды в поддоне. Теплолюбивое растение. Оптимальная температура днём 20-23°С и ночью 18-20°С. Регулярные подкормки — 1 раз в 2 недели жидким удобрением для цветущих растений, 1/2 от рекомендованной дозы. Зимой несколько уменьшить полив и не удобрять.
Пересадка. Пересаживают каждый год или раз в два года в свежий земляной субстрат.
Размножение. В начале лета верхушечными черенками в комнатной тепличке. Посевом семян. Менее распространено размножение листовыми черенками.